# Les Vans

Les Vans este o comună în departamentul Ardèche din sud-estul Franței. În 1 ianuarie 2022 avea o populație de 2.680 de locuitori.